# Galerix
A Galerix az emlősök (Mammalia) osztályának Eulipotyphla rendjébe, ezen belül a sünfélék (Erinaceidae) családjába és a szőrös sünök (Galericinae) alcsaládjába tartozó fosszilis nem.

## Tudnivalók
A Galerix-fajok a késő oligocén korszaktól kezdve a pliocén korig éltek, Eurázsia és Afrika területein.

## Rendszerezés
A nembe az alábbi 10 faj tartozik:
- †Galerix aurelianensis Ziegler, 1990
- †Galerix exilis de Blainville, 1839
- †Galerix kostakii Doukas & Van den Hoek Ostende, 2006
- †Galerix remmerti van den Hoek Ostende, 2003
- †Galerix rutlandae Munthe & West, 1980
- †Galerix saratji van den Hoek Ostende, 1992
- †Galerix stehlini Gaillard, 1929
- †Galerix symeonidisi Doukas, 1986
- †Galerix uenayae van den Hoek Ostende, 1992
- †Galerix wesselsae Zijlstra & Flynn, 2015

## Fordítás
- Ez a szócikk részben vagy egészben  a   Galerix című angol Wikipédia-szócikk ezen változatának fordításán alapul.  Az eredeti cikk szerkesztőit annak laptörténete sorolja fel. Ez a jelzés csupán a megfogalmazás eredetét és a szerzői jogokat jelzi, nem szolgál a cikkben szereplő információk forrásmegjelöléseként.